# Wojciech Pestka
Wojciech Pestka (ur. 27 listopada 1951 w Pionkach, zm. 3 kwietnia 2023) – polski poeta, prozaik i tłumacz. Debiutował na łamach dwutygodnika „Kamena” w 1972.

## Życiorys
Po ukończeniu studiów na Uniwersytecie Marii Curie-Skłodowskiej (1974) do czasu ogłoszenia stanu wojennego był pracownikiem naukowym Wyższej Szkoły Pedagogicznej w Częstochowie. Członek Stowarzyszenia Pisarzy Polskich. 
Zmarł 3 kwietnia 2023 roku po ciężkiej chorobie.

## Odznaczenia i nagrody
Laureat wielu nagród w tym Nagrody Marszałka Województwa Mazowieckiego za osiągnięcia literackie (2010), Międzynarodowej Nagrody Literackiej im. Hryhorija Skoworody (Ukraina, 2012), Międzynarodowej Nagrody Literackiej im. Nikołaja Gogola (Ukraina, 2013), Literackiej Nagrody im. Bolesława Prusa (2013), odznaki honorowej „Zasłużony dla Kultury Polskiej” (2013), medalu „Za Wierność Przesłaniu Poety” (Ukraińska Fundacja Kultury, 2015), brązowego medalu „Zasłużony Kulturze Gloria Artis” (2017), Medalu 700-lecia Miasta Lublin (2018). W 2023 pośmiertnie uhonorowany srebrnym medalem „Zasłużony Kulturze Gloria Artis”.

## Twórczość

### Poezja (tomiki i zeszyty poetyckie)
- Zwykła rozmowa (zeszyt poetycki, Częstochowa 1976)
- Miasto (zeszyt poetycki, Częstochowa 1976)
- Dziesięć wierszy dla Grosza (tomik, Lublin 2005) – nagroda główna w konkursie Oddziału Lubelskiego Stowarzyszenia Pisarzy Polskich[10] (przekłady: na rosyjski – Стихи для Грошки,  Moskwa 2013; na ukraiński – Сніданок з Гамлетом, Łuck 2016)
- Spacer po linie – Мандрівка линвою (tomik, wspólnie z ukraińska poetką Anną Bagrianą, wydanie dwujęzyczne, Lwów 2008, Ukraina)[11]
- Trzy razy trzy (zeszyt poetycki, wspólnie z poetką łotewską Majrą Assare i poetą rosyjskim Siergiejem Morejno, Radom 2010)
- Histeria (wybór wierszy, Kraków 2017)
- Mono #dram (Lublin 2020)

### Proza
- Ballada o żyletce (Warszawa 2009)
- Do zobaczenia w piekle (Warszawa 2009, wznowienie: Kraków 2019) – nominowana do Nagrody im. J. Mackiewicza za 2010[12] (przekłady: na ukraiński – До побачення в пеклі, Lwów 2012; na rosyjski – До свидания в аду, Moskwa 2019; na białoruski – Да сустрэчы ў пекле, Mińsk 2020))
- Jak mało… Ks. Józef Gacki (1805–1876) zarys biografii (Radom 2012)[13]
- Powiedzcie swoim (Kraków 2013)[14]
- Mój mąż frajer (Kraków 2017)
- Gdyby Polacy nie byli Polakami (Kraków 2019)
- Diabelska maszyna do szycia (Kraków 2020)
- Bezsenne (Lublin 2021)

### Przekłady
- Anna Bagriana Wyśnij mnie (Częstochowa 2008)
- Pawło Szczyrycia Uobecnienie legendy – Оприсутнення Легенди (wspólnie z Iwoną Wasilewską, wydanie dwujęzyczne, Kijów 2010, Ukraina)
- Wasyl Słapczuk Kobieta ze śniegu (wspólnie z Iwoną Wasilewską, Lublin 2012)
- Wasyl Słapczuk Księga zapomnienia (Kraków 2014)[15] – medal honorowy Wołyńskiego Oddziału Stowarzyszenia Weteranów Afganistanu "20 lat od wyprowadzenia wojsk z Afganistanu" za tłumaczenie, 2015
- Wasyl Słapczuk Ten sam kurz drogi (Lublin 2021)
- Siergiej Moreino Zimny płomień Hanzy (Częstochowa 2021)

### Nagrania, scenariusze filmowe, sztuki teatralne
- Na powierzchni lustra. Trzy razy pięć (nagranie studyjne wspólnie z poetką łotewską Majrą Assare i poetą rosyjskim Siergiejem Morejno, Ryga 2012)
- Leo zawodowiec – scenariusz filmu dokumentalnego 52’ (2015)
- Klecha – scenariusz filmu fabularnego 112’ (na motywach powieści Powiedzcie swoim, współautor, 2017)
- Syrop z kocimiętki – monodram (Lublin 2020)